# 小千谷市総合体育館
小千谷市総合体育館（おぢやしそうごうたいいくかん）は、新潟県小千谷市桜町上にある体育館。

## 概要
1996年竣工。建物は小千谷の名産である錦鯉をイメージした形である。2009年のトキめき新潟国体では、成人6人制バレーボール競技の会場として使用された。
Bリーグの新潟アルビレックスBBがホームアリーナのひとつとして使用している。

## 施設概要
- メインアリーナ
  - 1922m2
    - バレーボール、バスケットボール、テニスコート:3面、バドミントンコート:10面

  - 収容人数:2000人
- サブアリーナ
  - 840m2
    - バレーボール、バスケットボール、テニスコート:1面、バドミントンコート4面
- 軽運動場
  - 163m2
    - エアロビックトレーニング、ストレッチングなどに使用。
    - 鏡など有り。
- 第一武道場
  - 344m2
    - 柔道畳
- 第二武道場
  - 344m2
    - 木製床
- 弓道場
  - 452m2
    - 近的28m、6人立、矢道人工芝張
- トレーニングルーム
  - 280m2
    - 心肺持久力マシン、筋力マシン、フリーウエイト設置
- 大会議室
  - 利用可能人数:50人
- 幼児プレイルーム
  - 大型コンビマット、ウルトラトレーナー等設置

## 周辺施設
- 小千谷市市民プール（敷地内）
- 総合福祉センターサンラックおぢや
- 白山運動公園
- 小千谷中学校
- 小千谷西高校

## 交通
- 小千谷インターより車で約1分。
- 総合体育館前バス停より徒歩1分。
- 小千谷インターバス停より徒歩7分。